# Kempsey
Kempsey – wieś w Anglii, w hrabstwie Worcestershire, w dystrykcie Malvern Hills. Leży 6 km na południe od miasta Worcester i 160 km na północny zachód od Londynu.